# Station Ukkel-Kalevoet
Station Ukkel-Kalevoet (Frans: Gare d'Uccle-Calevoet) is een spoorwegstation langs spoorlijn 124 (Brussel - Charleroi) in het noorden van de wijk Kalevoet in het zuidwesten van de Belgische gemeente Ukkel in het Brussels Hoofdstedelijk Gewest. Er stoppen ook een tramlijn en drie buslijnen van de MIVB, een buslijn van de TEC en drie buslijnen van De Lijn. De bussen van De Lijn stoppen aan de westzijde van het station, de overige lijnen aan de oostzijde.
Sinds 9 juli 2013 zijn de loketten van dit station gesloten en is het een stopplaats geworden.

## Treindienst
| Serie | Treinsoort             | Route                                                                                        | Bijzonderheden |
| ----- | ---------------------- | -------------------------------------------------------------------------------------------- | --- |
| S 1   | S-trein Brussel (NMBS) | Charleroi-Centraal – /Nijvel – Ukkel-Kalevoet – Brussel-Zuid – Mechelen – Antwerpen-Centraal | Op zondag een deel Brussel-Noord - Nijvel en een deel Brussel-Zuid - Antwerpen-Centraal. Tijdens de week eerste en laatste ritten van/naar Charleroi-Centraal. |

## Galerij

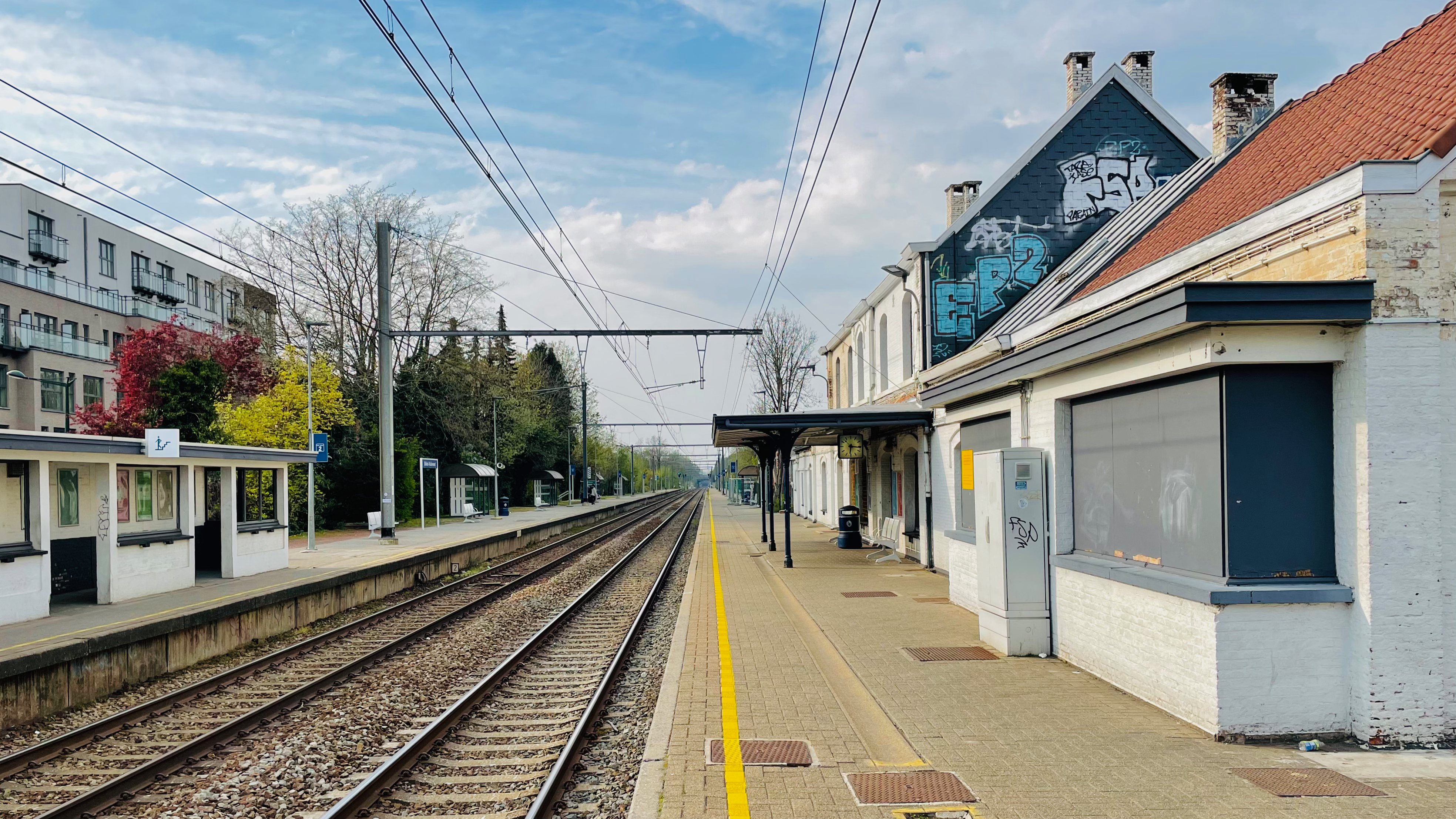
Zicht op de perrons
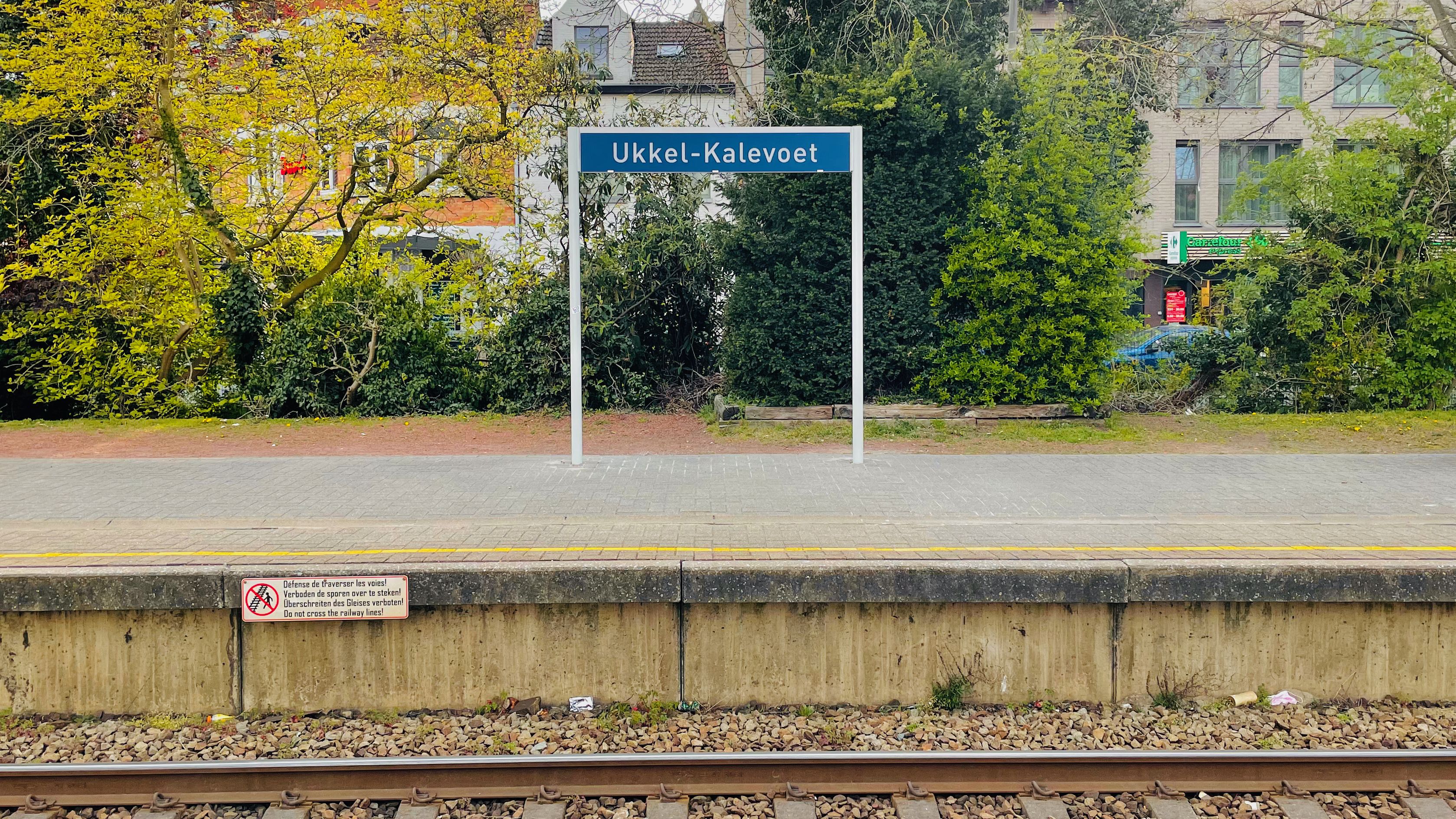
Een naambord op een perron

## Reizigerstellingen
De grafiek en tabel geven het gemiddeld aantal instappende reizigers weer op een week-, zater- en zondag.
| Tabel: aantal instappende reizigers station Ukkel-Kalevoet | Tabel: aantal instappende reizigers station Ukkel-Kalevoet | Tabel: aantal instappende reizigers station Ukkel-Kalevoet | Tabel: aantal instappende reizigers station Ukkel-Kalevoet |
|                                                            | Weekdag                                                    | Zaterdag                                                   | Zondag                                                     |
| ---------------------------------------------------------- | ---------------------------------------------------------- | ---------------------------------------------------------- | ---------------------------------------------------------- |
| 1977                                                       | 1 572                                                      | 240                                                        | 207                                                        |
| 1978                                                       | 1 540                                                      | 246                                                        | 265                                                        |
| 1979                                                       | 1 614                                                      | 254                                                        | 269                                                        |
| 1980                                                       | 1 612                                                      | 201                                                        | 174                                                        |
| 1981                                                       | 1 478                                                      | 283                                                        | 205                                                        |
| 1982                                                       | 1 306                                                      | 266                                                        | 213                                                        |
| 1983                                                       | 1 342                                                      | 256                                                        | 162                                                        |
| 1984                                                       | 1 109                                                      | 170                                                        | 98                                                         |
| 1985                                                       | 973                                                        | 45                                                         | 41                                                         |
| 1986                                                       | 865                                                        | 155                                                        | 145                                                        |
| 1987                                                       | 959                                                        | 146                                                        | 143                                                        |
| 1988                                                       | 983                                                        | 149                                                        | 130                                                        |
| 1989                                                       | 942                                                        | 122                                                        | 99                                                         |
| 1990                                                       | 797                                                        | 104                                                        | 93                                                         |
| 1991                                                       | 907                                                        | 140                                                        | 86                                                         |
| 1992                                                       | 1 007                                                      | 125                                                        | 79                                                         |
| 1993                                                       | 845                                                        | 160                                                        | 103                                                        |
| 1994                                                       | 629                                                        | 153                                                        | -                                                          |
| 1995                                                       | 892                                                        | 135                                                        | 96                                                         |
| 1996                                                       | 875                                                        | 115                                                        | -                                                          |
| 1997                                                       | 768                                                        | 145                                                        | -                                                          |
| 1998                                                       | 1 187                                                      | 242                                                        | 162                                                        |
| 1999                                                       | 1 137                                                      | 248                                                        | 170                                                        |
| 2000                                                       | 1 199                                                      | 280                                                        | 299                                                        |
| 2001                                                       | 922                                                        | 180                                                        | 142                                                        |
| 2002                                                       | 866                                                        | 206                                                        | 119                                                        |
| 2003                                                       | 786                                                        | 164                                                        | 126                                                        |
| 2004                                                       | 842                                                        | 218                                                        | 113                                                        |
| 2005                                                       | 948                                                        | 128                                                        | 114                                                        |
| 2006                                                       | 1 174                                                      | 187                                                        | 176                                                        |
| 2007                                                       | 955                                                        | 168                                                        | 126                                                        |
| 2008                                                       | -                                                          | -                                                          | -                                                          |
| 2009                                                       | 991                                                        | 229                                                        | 127                                                        |
| 2010                                                       | -                                                          | -                                                          | -                                                          |
| 2011                                                       | -                                                          | -                                                          | -                                                          |
| 2012                                                       | 1 045                                                      | 130                                                        | 97                                                         |
| 2013                                                       | 713                                                        | 130                                                        | 123                                                        |
| 2014                                                       | 769                                                        | 221                                                        | 148                                                        |
| 2015                                                       | 835                                                        | 173                                                        | 151                                                        |
| 2016                                                       | 846                                                        | 141                                                        | 137                                                        |
| 2017                                                       | 986                                                        | 272                                                        | 193                                                        |
| 2018                                                       | 952                                                        | 207                                                        | 161                                                        |
| 2019                                                       | 944                                                        | 331                                                        | 169                                                        |
| 2020                                                       | 593                                                        | 264                                                        | 130                                                        |
| 2021                                                       | -                                                          | -                                                          | -                                                          |
| 2022                                                       | 1 028                                                      | 300                                                        | 166                                                        |
| 2023                                                       | 978                                                        | 336                                                        | 119                                                        |
| 2024                                                       | 1 132                                                      | 571                                                        | 250                                                        |

## Tram- en busdienst

### Tramlijnen
|  | 18 - Albert - Van Haelen |

### Buslijnen
|  | 43 - Sterrenwacht - Helden - Linkebeek - Diesdelle (MIVB)   |
|  | 60 - Ukkel-Kalevoet - Sint-Job - Flagey - Ambiorix (MIVB)   |
|  | 70 - Albert - Globe - Linkebeek - Homborch (MIVB) Tijdelijk |
|  | 153 - Anderlecht - Alsemberg - Halle - Ninove (De Lijn)     |
|  | 154 - Anderlecht - Beersel - Halle (De Lijn)                |
|  | 155 - Anderlecht - Linkebeek - Alsemberg - Halle (De Lijn)  |
|  | 40 - Ukkel-Kalevoet - Alsemberg - Eigenbrakel (TEC)         |

## Trivia
Dit station werd in 1982 ook bezongen in een lied van Rum.